# Ngụy Văn hầu
Ngụy Văn hầu (chữ Hán: 魏文侯; trị vì: 403 TCN - 387 TCN hoặc 403 TCN-396 TCN), tên thật là Ngụy Tư (魏斯), là vị quân chủ khai quốc của nước Ngụy - chư hầu nhà Chu trong lịch sử Trung Quốc.

## Thân thế
Ngụy Tư là cháu nội của Ngụy Hoàn tử, tức Ngụy Câu. Vốn họ Ngụy là quan khanh ở nước Tấn, đến đời của Hoàn tử hợp sức với hai nhà Hàn, Triệu diệt họ Trí, trở nên ngày càng hùng mạnh, không còn lệ thuộc vào vua Tấn nữa. Năm thứ 6 đời Tấn Ai công, tức 446 TCN, Ngụy Hoàn tử chết, Ngụy Tư thế tập làm thủ lĩnh họ Ngụy.

## Niên đại
Sử sách đề cập không thống nhất về niên đại của Ngụy Văn hầu. Theo Sử ký Tư Mã Thiên, năm đầu khi ông lên kế tục dòng họ Ngụy là năm 424 TCN, trong khi các sử gia hiện đại xác định là năm 446 TCN.
Năm ông được Chu Uy Liệt vương phong làm chư hầu, chính thức được gọi là "vua Ngụy" được thống nhất là năm 403 TCN.
Năm ông mất, Sử ký ghi là năm thứ 38, tức là 387 TCN, các sử gia hiện đại lại xác định năm ông mất là 397 TCN – trước đó 10 năm. Như vậy Sử ký xác nhận niên đại Ngụy Văn hầu (3 mốc: bắt đầu ở gia tộc Ngụy – phong chư hầu – mất): là 446 TCN – 403 TCN – 387 TCN; còn các sử gia hiện đại xác định là 424 TCN – 403 TCN – 397 TCN; từ năm 396 được coi là năm đầu của Ngụy Vũ hầu.

## Chiêu hiền đãi sĩ
Ngụy Tư chú trọng thu dụng hiền tài để chấn hưng họ Ngụy. Năm đó Ngụy Tư nghe có người học trò của Khổng Tử là Tử Hạ, dạy học ở Tây Hà, bèn tự mình đến gặp bái làm thầy. Tử Hạ bị lòng chân thành của Ngụy Tư làm cảm động, nên đồng ý theo giúp Ngụy. Tử Hạ khuyên Ngụy Tư chú tâm phát triển kinh tế, lo cho nhân dân, học theo cái đạo Nghiêu Thuấn thời xưa. Ngụy Tư đối với Tử Hà hết lòng cung kính. Sau đó nghe tiếng người tài là Điền Tử Phương, bèn tự thân đến mới, khi Tử Phương đến, Văn hầu cho đãi yến tiệc, lễ nhạc linh đình, Điền Tử Phương thấy thế cười lớn, Ngụy Tư hỏi nguyên do, Tử Phương đáp:
Làm vua mà không lấy đại tâm mà xem xét cái đạo lý của người xưa, không biết dùng trí mà trị nước, mà chỉ ngồi đây nghe âm nhạc, thần thường nghĩ vua như thế làm sao mà trị nước được.
Ngụy Tư nghe lời Tử Phương, bảo con là thái tử Kích theo học Điền Tử Phương.
Ngụy Tư lại nghe nói Đoàn Cam Mộc ở Tây Hà là người trí tuệ uyên thâm, bèn tự mình đến Tây Hà bái yết, Cam Mộc có ý tránh mặt, bèn ở lại, ngày nào cũng xin vào gặp, không dám ngồi trong xe nữa, Đoàn Cam Mộc cảm động, cũng theo giúp nước Ngụy. Các hiền sĩ thấy Ngụy Tư trọng đãi người hiền, bèn đua nhau đến Ngụy.
Nước Tần xuất binh đánh Ngụy, Đoàn Cam Mộc đích thân ra thuyết vua Tần, nước Tần chẳng mấy chốc lui binh.
Sau đó Ngụy Tư trọng dụng người hiền tài là Lý Khôi, phong làm tướng quốc ban hành cải cách làm cho nước Ngụy phát triển lớn mạnh.

## Giữa chiến tranh Hàn, Triệu
Bấy giờ hai đất Hàn, Triệu phát sinh chiến tranh, quân Hàn sai sứ đến cầu cứu Ngụy Tư, đánh họ Triệu. Văn hầu đáp: "Quả nhân với Triệu hầu tình thân tựa thủ túc, nên không thể giúp quý quốc được."
Đến khi sứ nước Triệu đến, Ngụy Tư cũng nói như thế. Hai nước không ai được Ngụy giúp, đành phải cùng lui binh. Đời sau vẫn khen Ngụy Văn hầu biết khéo dùng lời lẽ phân giải mà giúp hai nước tránh được chiến tranh.

## Chiếm Hà Tây
Đất Hà Tây nằm ở ranh giới Tần, Ngụy, là vùng đất chiến lược quan trọng, là con đường để đi vào Trung Nguyên. Thấy nước Tần suy yếu, Ngụy Tư lại dòm ngó đến đất Hà Tây. Quân Ngụy liên tục tấn công vào lãnh thổ nước Tần, trong khi đó Tần chỉ bị động phòng thủ. Đến năm 408 TCN, quân Ngụy chiếm được Hà Tây, Ngụy Văn hầu thấy Ngô Khởi giỏi dùng binh, thanh liêm công bằng, được lòng quân sĩ, nên cho làm quan thú Tây Hà để chống lại nước Tần và nước Hàn.

## Diệt Trung Sơn
Năm 410 TCN, Ngụy Văn hầu muốn đánh nước Trung Sơn, bèn sai sứ đến xin nước Triệu hợp sức. Triệu Liệt hầu định từ chối, nhưng đại thần Triệu Khắc khuyên nên giúp vì nghĩ rằng Trung Sơn ở gần Triệu hơn, nếu Ngụy không chiếm được thì binh lực suy yếu sẽ có lợi cho Triệu, còn chiếm được thì cũng khó giữ, bởi đất Trung Sơn quá xa, do đó Trung Sơn sẽ về tay Triệu chứ không phải về Ngụy.
Vua Triệu nghe lời. Ngụy Văn hầu theo lời Địch Hoàng, cử Nhạc Dương làm tướng đánh Trung Sơn. Nguyên con trưởng Nhạc Dương là Nhạc Thư đang ở Trung Sơn, nên khi Địch Hoàng tiến cử, các quan đều phản đối, nói Nhạc Dương đến Trung Sơn sẽ thương con mà đầu hàng. Địch Hoàng lấy gia tộc ra bảo đảm, Ngụy Tư mới đồng ý cho Nhạc Dương đánh Trung Sơn.
Nhạc Dương bao vây Trung Sơn đến ba năm, Trung Sơn Vũ công sai giết Nhạc Thư rồi đem thịt cho Nhạc Dương ăn, vậy mà Nhạc Dương vẫn ăn thịt con, sau đó xuất binh tổng tấn công Trung Sơn và diệt nước này.
Nhạc Dương đem quân hồi triều, Văn hầu bèn phong cho đất Linh Thọ, nhưng không dùng nữa, rồi cho con là Ngụy Kích trấn giữ Trung Sơn.

## Được phong chư hầu
Năm 424 TCN, Ngụy Tư xưng hầu, tức Ngụy Văn hầu. Năm 422 TCN, Tấn U công ra ngoài thông dâm với đàn bà nhà dân, bị kẻ trộm trong ấp giết chết. Ngụy Tư mang quân trấn dẹp bọn cướp và lập con U công là Cơ Chỉ lên nối ngôi, tức là Tấn Liệt công. Năm 405 TCN, Ngụy và Hàn, Triệu xin Chu thiên tử phong cho mình làm chư hầu.
Năm 403 TCN, Chu Uy Liệt Vương chính thức thừa nhận Ngụy Văn cùng Hàn Cảnh hầu, Triệu Liệt hầu làm chư hầu ngang hàng với vua Tấn. Từ đó trên lãnh thổ nước Tấn cũ có 4 nước cùng tồn tại là Tấn, Hàn, Triệu, Ngụy.

## Qua đời
Năm 396 TCN, Ngụy Văn hầu bệnh nặng, gọi Ngô Khởi và Tây Môn Báo về phó thác thái tử. Sau đó Văn hầu qua đời, thái tử Kích nối ngôi, tức Ngụy Vũ hầu.

## Gia đình
- Cha: Ngụy Hoàn tử (Ngụy Câu)
- Anh em:
  - Ngụy Thành (Ngụy Thành tử)
- Con cái
  - Ngụy Vũ hầu
  - Trung Sơn quân Ngụy Chí
  - Công tử Khuynh (公子倾), con gái (nhắc đến trong Trung Sơn sách, chương 1)
  - Công thúc Toạ